# Skyttens stjärnmoln
Skyttens stjärnmoln eller Messier 24 (M24) även känd som NGC 2068, är ett stjärnmoln i stjärnbilden Skytten. Ett stjärnmoln är en samling stjärnor som tycks ligga nära varandra på himlen. De ingående stjärnorna är dock inte en samling i verkligheten, utan ligger på enorma avstånd från varandra. Den skenbara närheten uppstår bara genom betraktningsvinkeln från jorden. Stjärnorna, hoparna och andra objekt som ingår i Messier 24 är en del av Skytten- eller Skytten-Kölen-armarna i Vintergatan. 
Messier 24 upptäcktes av Charles Messier 1764 och bör inte förväxlas med det närliggande Stora stjärnmolnet i Skytten som ligger ca 10° söderut. Han beskrev den som en "stor nebulositet som innehåller många stjärnor" och angav dess dimensioner till ca 1,5° bredd. Vissa källor identifierar felaktigt M24 som den lilla öppna stjärnhopen NGC 6603. Platsen för Lilla stjärnmolnet ligger nära Omeganebulosan (även känd som Messier 17) och den öppna stjärnhopen Messier 18, båda norr om M24. M24 är ett av endast tre Messierobjekt som inte är faktiska djuprymdsobjekt.

## Egenskaper
Messier 24 fyller ett utrymme av betydande volym till ett djup av 10 000 till 16 000 ljusår. Lilla stjärnmolnet är den mest täta koncentrationen av enskilda stjärnor synliga med handkikare, med ca 1 000 stjärnor synliga inom ett enda synfält. I teleskop ses det bäst med låg förstoring, med ett synfält på minst 2 grader. Beskrivet som "en virtuell matta av stjärnjuveler", är M24 synlig för blotta ögat när Vintergatan själv också är synlig. Den rymmer en samling av många typer av stjärnor som är synliga genom galaxens mörka band av interstellärt stoft.
Ljuset från Messier 24 är utspritt över ett stort område, vilket gör det svårt att uppskatta dess magnitud. Äldre referenser ger stjärnmolnets magnitud som 4,6, men nyare uppskattningar placerar det hela två magnitud ljusare, på 2,5.
HD 167356 är den ljusaste stjärnan i Lilla Stjärnmolnet, en vit superjätte med en skenbar magnitud på 6,05. Denna stjärna är en Alfa2 Canum Venaticorum-variabel, som visar små förändringar i magnitud när den roterar. Det finns tre andra stjärnor i M24 med skenbar magnitud mellan 6,5 och 7,0.
Lilla Stjärnmolnet innehåller två framträdande mörka nebulosor som är stora moln av tätt, mörkt interstellärt stoft. Detta stoft blockerar ljus från de mer avlägsna stjärnorna, vilket hindrar att de kan ses från jorden. På den nordvästra sidan ligger Barnard 92, som är den mörkare av de två. Inom stjärnfältet framträder nebulosan som ett enormt runt hål utan stjärnor. Den amerikanske astronomen Edward Barnard upptäckte denna mörka nebulosa 1913. Vid den nordostliga sidan ligger Barnard 93, lika stor som Barnard 92 men mindre synlig. Det finns också andra mörka nebulosor inom M24, såsom Barnard 304 och Barnard 307.
Lilla Stjärnmolnet innehåller också två planetariska nebulosor, M 1-43 och NGC 6567. Messier 24 ligger i en spiralarm på Vintergatan och har vissa likheter med NGC 206, ett ljust, stort stjärnmoln i Andromedagalaxen.